# 크로스미디어바

크로스미디어바를 갖춘 장치의 로고.

크로스미디어바(XrossMediaBar, 공식적으로 XMB)는 소니 인터랙티브 엔터테인먼트가 개발한 그래픽 사용자 인터페이스이다. 이 인터페이스는 화면에 걸쳐 수평으로 나열된 아이콘을 보여준다. 내비게이션은 커서 대신 아이콘을 움직인다. 이 아이콘들은 사용자의 사용 가능한 옵션을 정리하기 위한 분류로 사용된다. 수평 막대에서 아이콘이 선택되면 더 많은 여러 아이콘들이 수직으로, 위아래로 나타난다. 즉, 방향 패드에서 위아래 방향을 통해 선택이 가능하다는 것을 뜻한다.
원래 PSX(디지털 비디오 레코더가 통합된 플레이스테이션 2)에 사용된 XMB는 플레이스테이션 포터블과 플레이스테이션 3의 기본 인터페이스로 사용된다.
2006년 이후로 하이엔드 웨가 텔레비전에도 사용되고 있으며, 브라비아의 경우 3000부터 시작하며(S-시리즈 이상에서만), 소니 XEL-1 OLED TV, 고선명 텔레비전 셋톱 박스, 블루레이 디스크 플레이어, 일부 소니 사이버샷 카메라, 하이엔드 AV 수신기에도 사용된다. 소니 에릭슨 K850, W595, W760, W910은 미디어 메뉴에서 XMB 버전을 포함하고 있다. 또, XMB는 새로운 세대의 소니 브라비아 TV의 메뉴 시스템이기도 하다. 또, 소니는 최신 바이오 노트북에 추가하기도 했다.

## 같이 보기
- Wii 채널
- 엑스박스 360 대시보드/NXE
- 라이브에어리어